# Вальдес, Бруно
Бруно Амилкар Вальдес (исп. Bruno Amílcar Valdez; родился 6 октября 1992 года в Вилья-Аесе, Парагвай) — парагвайский футболист, защитник клуба «Бока Хуниорс» и сборной Парагвая.

## Клубная карьера
Вальдес — воспитанник футбольной академии клуба «Соль де Америка». 13 августа 2011 года в матче против столичного «Насьоналя» он дебютировал в парагвайской Примере. 18 апреля 2012 года в поединке против «Серро Портеньо» Бруно забил свой первый гол за команду.
Летом 2014 года Вальдес перешёл в «Серро Портеньо». 3 августа в матче против «Либертада» он дебютировал за новую команду. 21 сентября в матче против «Спортиво Лукеньо» Бруно забил свой первый гол за «Серро Портеньо».
Летом 2016 года Вальдес перешёл в мексиканскую «Америку», подписав контракт на 4 года. Сумма трансфера составила 3 млн. долларов. 17 июля в матче против «Чьяпас» он дебютировал в мексиканской Примере. 14 августа в поединке против «Монаркас Морелия» Бруно забил свой первый гол за «Америку». В 2018 году Вальдес стал чемпионом Мексики, а через год завоевать Кубок Мексики. 12 марта 2020 года в матче Лиги чемпионом КОНКАКАФ против американского «Атланта Юнайтед» он забил гол. 
В начале 2023 года Вальдес перешёл в аргентинский «Бока Хуниорс», подписав контракт на 3 года. 30 января в матче против «Атлетико Тукуман» он дебютировал в аргентинской Примере.

## Международная карьера
7 июня 2015 года в товарищеском матче против сборной Гондураса Вальдес дебютировал за сборную Парагвая. В том же году Бруно был включён в заявку сборной на Кубок Америки в Чили. На турнире он сыграл в матчах против Уругвая, Бразилии, Ямайки и Аргентины.
В 2016 году Вальдес во второй раз принял участие в Кубке Америки в США. На турнире он сыграл в матчах против команд Коста-Рики и Колумбии.
24 марта 2017 года в отборочном матче чемпионата мира 2018 против сборной Эквадора Вальедс забил свой первый гол за национальную команду.
В 2019 году Вальдес в третий раз принял участие в Кубке Америки в Бразилии. На турнире он сыграл в матчах против сборных Катара и Бразилии. 

### Голы за сборную Парагвая
| #   | Дата          | Место                                    | Противник | Счёт | Результат | Соревнование                     |
| --- | ------------- | ---------------------------------------- | --------- | ---- | --------- | -------------------------------- |
| 01. | 23 марта 2017 | Дефенсорес дель Чако, Асунсьон, Парагвай | Эквадор   | 1:0  | 2:1       | Чемпионат мира 2018 квалификация |

## Достижения
Клубные
 «Серро Портеньо»
- Победитель парагвайской Примеры — Апертура 2015

 «Америка» (Мехико)
- Победитель мексиканской Примеры — Апертура 2018
- Обладатель Кубка Мексики — Клаусура 2019